# الحمام (الرقة)
قرية الحمّام قرية سورية صغيرة في محافظة الرقة. تقع على نهر الفرات في غرب مدينة الرقة، ويعتمد أهلها على الزراعة ورعي الأغنام وبعض الصناعات.
يقع في قرية الحمام سد البعث، وهو من أهم السدود التنظيمية لمجرى نهر الفرات وقرية الحمام قرية أثرية وقديمة ولها عدة مسميات ومن أهم أسمائها الأثرية (السورة)